# República de Kruševo
República de Kruševo foi uma entidade política de curta duração proclamada em 1903 pelos rebeldes da Organização Revolucionária Secreta Macedônia-Adrianópolis em Kruševo durante a Revolta de Ilinden-Preobrazhenie. A criação dessa entidade de curta duração é vista atualmente na República da Macedônia como um prelúdio para a independência do moderno Estado macedônio.
Em 3 de agosto de 1903, os rebeldes capturaram a cidade de Kruševo no Vilaiete de Manastir do Império Otomano (atual República da Macedônia) e estabeleceram um governo revolucionário, que de acordo com as subsequentes narrativas búlgaras e macedônias, foi uma das primeiras repúblicas modernas nos Bálcãs. No entanto, ninguém em 1903 realmente usou o termo república, dando-lhe o estatuto de jure. A entidade existiria apenas por 10 dias: de 3 de agosto a 13 de agosto, e seria liderada por Nikola Karev. Ele esteve sob forte influência esquerdista, rejeitando o nacionalismo das minorias étnicas e favorecendo as alianças com os muçulmanos comuns contra o Sultanato, bem como a ideia de uma Federação Balcânica.